# Tarqui
Tarqui è un comune della Colombia facente parte del dipartimento di Huila.
Il centro abitato venne fondato da Leonidas Ledesma nel 1787.